# Uramphisopus pearsoni
Uramphisopus pearsoni là một loài chân đều trong họ Phreatoicidae. Loài này được Nicholls miêu tả khoa học năm 1943.